# Castell del Rei (Tarragona)
El castell del Rei és un edifici conegut tradicionalment com a pretori romà d'August o torre de Pilat. És a la zona sud-est del barri antic de Tarragona, entre la plaça del Rei, la capçalera del circ romà i el passeig de Sant Antoni.

## Història
El castell d'època romànica fou, en gran part, el resultat de la rehabilitació d'una gran construcció romana que havia format part del fòrum provincial.
L'any 1118, el comte de Barcelona Ramon Berenguer IV feu donació de la ciutat de Tarragona reservant-se per a ell el «palatium», referint-se segurament a aquest edifici que seria la representació física del poder reial a Tarragona i seu de la vegueria. L'arquebisbe no hi tenia cap mena de jurisdicció.
L'any 1282, l'infant Alfons, fill i successor de Pere II el Gran recriminà en una carta als habitants de la Selva del Camp que haguessin assaltat el castell del Rei de Tarragona. Alguns selvatans s'havien negat a donar diners a l'armada reial per la conquesta de Sicília i, l'oficial reial, que representava al rei, els havia empenyorat alguns caps de bestiar. Els selvatans assaltaren el castell per a recuperar els animals. Sota els governs de Jaume II, Pere III i Joan II es dugueren a terme ampliacions i reformes del castell. El febrer de 1295, es documenta que Jaume II dona diners per a les obres del castell.
També l'any 1304, Jaume II mana al batlle de Tortosa que lliuri 2000 sous barcelonins a les obres que es realitzaven al castell del rei de Tarragona, obres i restauracions que durarien almenys fins a 1313. Un document conservat a l'Arxiu de la Corona d'Aragó detalla les despeses de les obres efectuades al castell entre 1313 i 1317, vigilades i dirigides pel veguer reial al camp de Tarragona i que no canviaren essencialment l'estructura romana de l'edifici. En canvi, Pere III el Cerimoniós ordenà la transformació total de l'interior per adaptar-lo als gustos i necessitats de l'època (1383-1386). Per raó d'aquestes obres, la ciutat de Tarragona havia de pagar anualment cent florins d'or en principi, i més tard, 200 florins.
La importància de la fortalesa com a estatge reial decaigué. Els reis sojornaven al castell de l'Arquebisbe, com ho feu Ferran I de Catalunya-Aragó l'any 1412, mentre que el castell del rei només albergava les oficines del procurador reial.

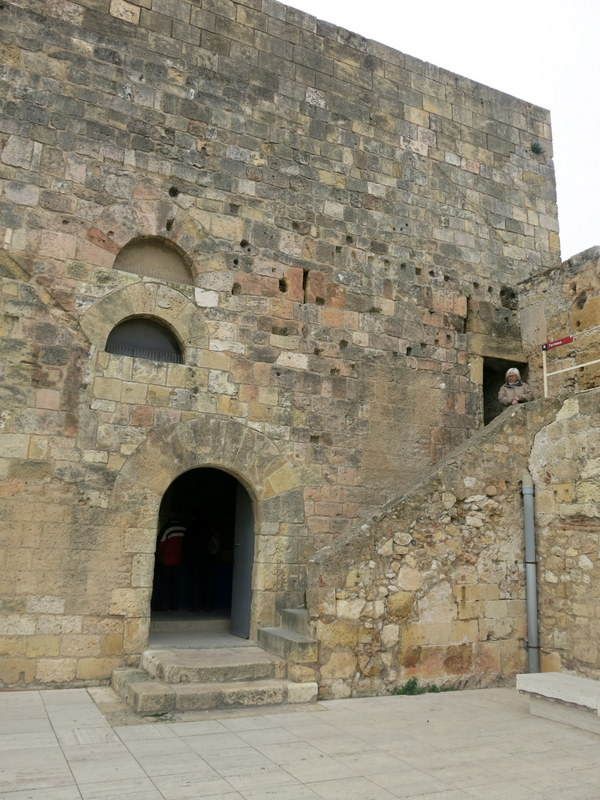
Castell del Rei. Porta i arc de mig punt (febrer 2014)

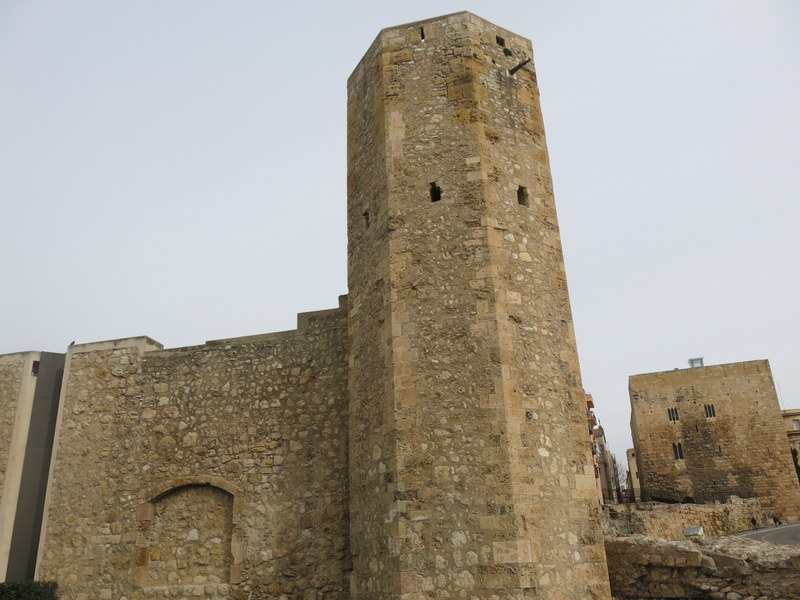
La torre de les Monges, amb el castell del Rei al fons (febrer 2014)

Al segle xvi, el castell va romandre inhabilitat. Al segle xvii fou convertit en dipòsit de material bèl·lic i caserna i en el segle xviii s'hi establí una presó.
El 19 d'agost de 1813, durant la Guerra del Francès i abans de la retirada de les tropes napoleòniques, el mariscal Suchet feu esclatar muralles i edificis. L'explosió causà gran quantitat de víctimes i va destruir fortificacions i edificis, entre els quals el castell del Rei que restà molt malmès. A mitjans de segle, fou refet i convertit en presó provincial, funció que va mantenir fins a l'any 1953. També a mitjans del segle xix es va utilitzar com a torre de telegrafia òptica, formant part de la línia de telegrafia òptica civil, de Madrid a la Jonquera, essent la torre anterior la torre del telègraf de la Tossa, a Salou, i la posterior la torrassa de Sant Antoni, a Altafulla. Després d'una notable restauració, va començar un procés d'adequació museogràfica. L'any 1971 es destinà a completar les instal·lacions del Museu Nacional Arqueològic de Tarragona. L'any 1986 la torre va passar a dependre del Museu d'Història de Tarragona.

## Arquitectura
El castell del rei era un edifici format per dos cossos de planta rectangular comunicats entre ells per uns arcs obrats en època medieval. Ens centrarem en el cos occidental que és on les restes medievals són més notables. També s'hi veuen importants construccions romanes, especialment a la part inferior i obres de reconstrucció, molt més tardanes.
Dividit en tres pisos amb amples estances cobertes per un terrat. Al pis superior, sota del terrat, s'hi observa, a la façana nord, una porta amb arc de mig punt exterior i arc rebaixat interior. Més amunt, una finestra geminada encastada en la paret. A la façana oest hi ha dues finestres gòtiques amb tres arquets. A la paret est hi ha una porta i diverses espitlleres i s'hi endevina una altra obertura. On hi ha murs medievals originals es poden veure als carreus les marques de picapedrer (al costat de les obertures de les façanes nord i oest). Interiorment, hi ha una gran sala dividida per cinc arcs de diafragma que sostenen la coberta.
Al pis de sota, les restes medievals es troben principalment a la paret oest on es veuen nombroses marques de picapedrer, una finestra geminada i un gran espitllera. La resta de murs corresponen en gran part a l'època romana. Interiorment, hi ha una gran sala coberta per una volta.
A nivell de peu pla, tot i que la major part de les parets són d'època romana, s'hi observen un arc rebaixat, un arc apuntat i —ja desaparegut— un arc ogival. A la paret sud hi ha una porta acabada amb arc de mig punt compost de deu dovelles sobre la qual hi ha un arc de descàrrega. La volta que cobreix aquest pis inferior —romana— i la volta del primer pis eren part de les construccions del fòrum romà.
A més dels elements conservats fins avui dia, cal afegir les construccions fetes en època medieval documentades per dibuixos i plànols antics. Pel que fa a la datació i d'acord amb les característiques dels elements conservats, se situaria al segle xiii.